# 第82回都市対抗野球大会予選
第82回都市対抗野球大会予選は、第82回都市対抗野球大会に出場するまでの全508試合の結果をまとめたものである。なお、本大会への出場を決める代表決定戦以外におけるコールド、延長のイニングは記載しない。

## 北海道地区

### 1次予選
- 1回戦

WEEDしらおい　3－1　函館太洋倶楽部
トランシス　3－1　札幌ブルーインズ
札幌倶楽部　13－0　ブレーブくしろ
帯広倶楽部　7－2　旭川グレートベアーズ
- 2回戦

ウイン北広島　4－2　WEEDしらおい
トランシス　5－2　小樽野球協会
伊達聖ヶ丘病院　10－1　札幌倶楽部
帯広倶楽部　9－0　オール苫小牧
- 3回戦

JR北海道　7－0　ウイン北広島
札幌ホーネッツ　3－1　トランシス
航空自衛隊千歳　6－1　伊達聖ヶ丘病院
室蘭シャークス　9－0　帯広倶楽部
- 敗者復活1回戦

トランシス　9－4　ウイン北広島
伊達聖ヶ丘病院　9－5　帯広倶楽部
- 代表決定戦

札幌ホーネッツ　（不戦勝）　JR北海道
室蘭シャークス　4－0　航空自衛隊千歳
- 敗者復活代表決定戦

トランシス　6－0　伊達聖ヶ丘病院
札幌ホーネッツ、室蘭シャークス、航空自衛隊千歳、トランシスが2次予選に進出
1. ↑  脱線事故等の不祥事を受けJR北海道が予選辞退したもの。
2. ↑  JR北海道の予選辞退を受け、両チームとも2次予選進出。

### 2次予選
- 1回戦

航空自衛隊千歳　7－0　札幌ホーネッツ
室蘭シャークス　7－0　トランシス
- 敗者復活1回戦

札幌ホーネッツ　4－2　トランシス
- 2回戦

航空自衛隊千歳　4－2　室蘭シャークス
- 敗者復活2回戦

室蘭シャークス　2－0　札幌ホーネッツ
- 代表決定戦

室蘭シャークス　2－1　航空自衛隊千歳
室蘭シャークスが本戦出場

## 東北地区

### 青森県1次予選
- 1回戦

自衛隊青森　17－1　オール青森クラブ
キングブリザード　6－3　全弘前倶楽部
- 敗者復活1回戦

全弘前倶楽部　8－6　オール青森クラブ
- 2回戦

三菱製紙八戸クラブ　14－4　全弘前倶楽部
自衛隊青森　6－0　キングブリザード
- 代表決定戦

三菱製紙八戸クラブ　10－0　自衛隊青森
三菱製紙八戸クラブが東北2次予選に進出

### 岩手県1次予選
- 1回戦

盛岡市立クラブ　5－3　花巻硬友クラブ
水沢駒形野球倶楽部　6－1　矢巾硬式クラブ
- 2回戦

北上REDS　7－0　福高クラブ
一戸桜陵クラブ　9－3　住田硬式野球クラブ
オール江刺　10－1　盛岡市立クラブ
盛友クラブ　8－1　前沢野球倶楽部
盛岡倶楽部　3－0　九戸クラブ
水沢駒形野球倶楽部　2－1　フェズント岩手
雫石クラブ　8－6　オール不来方
JR盛岡　3－2　一関ベースボールクラブ
- 3回戦

オール江刺　5－1　北上REDS
盛友クラブ　8－6　盛岡倶楽部
水沢駒形野球倶楽部　12－0　一戸桜陵クラブ
JR盛岡　6－1　雫石クラブ
- 準決勝

オール江刺　21－3　盛友クラブ
水沢駒形野球倶楽部　13－0　JR盛岡
- 敗者復活1回戦

JR盛岡　8ー1　盛友クラブ
- 決勝（代表決定戦）

水沢駒形野球倶楽部　5－1　オール江刺
- 敗者復活代表決定戦

JR盛岡　6－3　オール江刺
水沢駒形野球倶楽部、JR盛岡が東北2次予選に進出

### 秋田県1次予選
- 1回戦

ゴールデンリバース　4－3　由利本荘ベースボールクラブ
秋田王冠クラブ　5－4　秋田ベースボールクラブ
- 2回戦

能代松陵クラブ　9－7　ノースアジア大校友クラブ
TDK　9－0　ゴールデンリバース
大曲ベースボールクラブ　6－1　互大設備ダイヤモンドクラブ
JR秋田　5－2　秋田王冠クラブ
- 準決勝（代表決定戦）

TDK　17－0　能代松陵クラブ
大曲ベースボールクラブ　8－7　JR秋田
- 決勝

TDK　8－0　大曲ベースボールクラブ
TDK、大曲ベースボールクラブが東北2次予選に進出

### 宮城県1次予選
- 1回戦

HOKUTOベースボールクラブ　6－4　東京法律専門学校仙台校
TFUクラブ　3－0　サニークラブ
仙商クラブ　9－5　白山クラブ
- 2回戦（代表決定戦）

七十七銀行　4－0　HOKUTOベースボールクラブ
JR東日本東北　6－0　TFUクラブ
東北マークス　9－0　仙商クラブ
日本製紙石巻　8－1　青葉クラブ
- 準決勝

JR東日本東北　2－1　七十七銀行
日本製紙石巻　6－1　東北マークス
- 順位決定戦

七十七銀行　8－1　東北マークス
- 決勝

JR東日本東北　2－0　日本製紙石巻
JR東日本東北、日本製紙石巻、七十七銀行、東北マークスが東北2次予選に進出

### 山形県1次予選
- 1回戦

きらやか銀行　20－1　天童エンジェルス
新庄球友クラブ　6－3　鶴岡野球クラブ
- 代表決定戦

きらやか銀行　9－2　新庄球友クラブ
きらやか銀行が東北2次予選に進出

### 福島県1次予選
- 1回戦

いわき菊田クラブ　（不戦勝）　表郷硬友クラブ
福島クラブ　7－0　全白河野球クラブ
ALL北嶺　2－1　保原クラブ
福島硬友クラブ　7－0　飯野クラブ
北斗野球クラブ　（不戦勝）　あぶくまベースボールクラブ
オール喜多方クラブ　10－7　郡山ベースボールクラブ
小峰クラブ　7－0　会津ベースボールクラブ
- 2回戦

須賀川クラブ　10－7　いわき菊田クラブ
福島クラブ　9－8　ALL北嶺
福島硬友クラブ　7－5　北斗野球クラブ
小峰クラブ　6－2　オール喜多方クラブ
- 準決勝（代表決定戦）

須賀川クラブ　11－4　福島クラブ
福島硬友クラブ　9－5　小峰クラブ
- 決勝

須賀川クラブ　6－5　福島硬友クラブ
須賀川クラブ、福島硬友クラブが東北2次予選に進出

### 東北2次予選
- リーグ戦Aブロック

第1戦　JR東日本東北　16－0　三菱製紙八戸クラブ
第2戦　三菱製紙八戸クラブ　12－10　大曲ベースボールクラブ
第3戦　JR東日本東北　10－0　大曲ベースボールクラブ
（1位：JR東日本東北（2勝）、2位：三菱製紙八戸クラブ（1勝1敗）、3位：大曲ベースボールクラブ（2敗））
- リーグ戦Bブロック

第1戦　JR盛岡　11－1　須賀川クラブ
第2戦　東北マークス　12－0　須賀川クラブ
第3戦　JR盛岡　8－2　東北マークス
（1位：JR盛岡（2勝）、2位：東北マークス（1勝1敗）、3位：須賀川クラブ（2敗））
- リーグ戦Cブロック

第1戦　七十七銀行　10－0　福島硬友クラブ
第2戦　TDK　13－0　福島硬友クラブ
第3戦　TDK　4－1　七十七銀行
（1位：TDK（2勝）、2位：七十七銀行（1勝1敗）、3位：福島硬友クラブ（2敗））
- リーグ戦Dブロック

第1戦　きらやか銀行　3－1　日本製紙石巻
第2戦　日本製紙石巻　2－1　水沢駒形野球倶楽部
第3戦　きらやか銀行　7－0　水沢駒形野球倶楽部
（1位：きらやか銀行（2勝）、2位：日本製紙石巻（1勝1敗）、3位：水沢駒形野球倶楽部（2敗））
- 第1代表トーナメント1回戦

JR東日本東北　5－0　JR盛岡
きらやか銀行　2－1　TDK
- 第2代表トーナメント1回戦

東北マークス　10－2　三菱製紙八戸クラブ
七十七銀行　5－3　日本製紙石巻
- 第2代表トーナメント2回戦

TDK　10－0　東北マークス
七十七銀行　7－1　JR盛岡
- 第2代表トーナメント3回戦

七十七銀行　1－0　TDK
- 第1代表決定戦

JR東日本東北　2－0　きらやか銀行
- 第2代表決定戦

七十七銀行　3x－2　きらやか銀行　（延長11回）
JR東日本東北、七十七銀行が本戦出場

## 北信越地区

### 新潟県1次予選
- 1回戦

新潟コンマーシャル倶楽部　25－2　オール長岡野球倶楽部
五泉クラブ　7－0　新潟クラブ
- 2回戦

野田サンダーズ　13－1　にいがたKD
ファイティング・スピリット　7－0　新潟コンマーシャル倶楽部
佐渡軍団　1－0　オール飯豊
五泉クラブ　3－1　国際情報大学ブルーナビッツ
- 3回戦

野田サンダーズ　8－1　ファイティング・スピリット
五泉クラブ　9－2　佐渡軍団
- 代表決定リーグ戦

第1戦　バイタルネット　22－2　野田サンダーズ
第2戦　バイタルネット　12－3　五泉クラブ
第3戦　五泉クラブ　12－7　野田サンダーズ
（1位：バイタルネット（2勝）、2位：五泉クラブ（1勝1敗）、3位：野田サンダーズ（2敗））
バイタルネット、五泉クラブが北信越2次予選に進出

### 長野県1次予選
- 1回戦

佐久コスモスターズ硬式野球クラブ　6－3　長野好球倶楽部
- 代表決定リーグ戦

第1戦　フェデックス　3－2　信越硬式野球クラブ
第2戦　佐久コスモスターズ硬式野球クラブ　7－6　フェデックス
第3戦　信越硬式野球クラブ　4－2　佐久コスモスターズ硬式野球クラブ
（1位：信越硬式野球クラブ（1勝1敗）、2位：フェデックス（1勝1敗）、3位：佐久コスモスターズ硬式野球クラブ（1勝1敗）＝順位は得失点率差による）
信越硬式野球クラブ、フェデックスが北信越2次予選に進出

### 北陸1次予選
- 1回戦

Hard Ball Club金沢　9－7　福井ミリオンドリームズ
伏木海陸運送　7－0　富山ベースボールクラブ
- 敗者復活1回戦

福井ミリオンドリームズ　3－2　富山ベースボールクラブ
- 代表決定戦

伏木海陸運送　4－2　Hard Ball Club金沢
- 敗者復活代表決定戦

Hard Ball Club金沢　3－0　福井ミリオンドリームズ
伏木海陸運送、Hard Ball Club金沢が北信越2次予選に進出

### 北信越2次予選
- リーグ戦Aブロック

第1戦　バイタルネット　6－5　信越硬式野球クラブ
第2戦　信越硬式野球クラブ　8－1　Hard Ball Club金沢
第3戦　バイタルネット　5－1　Hard Ball Club金沢
（1位：バイタルネット（2勝）、2位：信越硬式野球クラブ（1勝1敗）、3位：Hard Ball Club金沢（2敗））
- リーグ戦Bブロック

第1戦　フェデックス　5－3　伏木海陸運送
第2戦　伏木海陸運送　7－0　五泉クラブ
第3戦　フェデックス　5－1　五泉クラブ
（1位：フェデックス（2勝）、2位：伏木海陸運送（1勝1敗）、3位：五泉クラブ（2敗））
- 準決勝

バイタルネット　6－2　伏木海陸運送
信越硬式野球クラブ　5－3　フェデックス
- 代表決定戦

バイタルネット　3－2　信越硬式野球クラブ
バイタルネットが本戦出場

## 北関東地区

### 茨城県1次予選
- 1回戦

全東海野球団　8－1　全フィフティ小川
大宮クラブ　3－1　TSUKUBA CLUB
- 2回戦

全神栖硬式野球クラブ　7－5　全水戸野球クラブ
茨城ゴールデンゴールズ　18－0　全東海野球団
大宮クラブ　12－8　鹿島レインボーズ
オール日立ドリームズ　5－4　全鹿嶋野球倶楽部
- 代表決定戦

茨城ゴールデンゴールズ　6－4　全神栖硬式野球クラブ
オール日立ドリームズ　12－7　大宮クラブ
- 順位決定戦

日立製作所　5－3　住友金属鹿島
日立製作所、住友金属鹿島、茨城ゴールデンゴールズ、オール日立ドリームズが北関東2次予選に進出

### 栃木県1次予選
- 1回戦

TSKアークバリア栃木　（不戦勝）　ビッグメンバーズクラブ
宇工OBクラブ　10－7　宇都宮大学OBクラブ
- 2回戦

作新クラブ　9－7　コットンウェイ硬式野球倶楽部
THREE NINE CLUB　9－0　全鹿沼倶楽部
全足利クラブ　10－2　TSKアークバリア栃木
全栃木野球クラブ　8－1　宇工OBクラブ
- 準決勝（代表決定戦）

全足利クラブ　12－0　作新クラブ
全栃木野球クラブ　10－1　THREE NINE CLUB
- 決勝

全足利クラブ　8－0　全栃木野球クラブ
全足利クラブ、全栃木野球クラブが北関東2次予選に進出

### 群馬県1次予選
- 1回戦

伊勢崎硬建クラブ　12－2　全前橋野球倶楽部
全桐生硬友クラブ　3－1　アゼリア館林硬式野球クラブ
オール高崎野球倶楽部　17－0　全吾妻硬式野球倶楽部
太田球友硬式野球倶楽部　7－4　大泉硬友野球クラブ
- 2回戦

伊勢崎硬建クラブ　11－0　全桐生硬友クラブ
オール高崎野球倶楽部　2－0　太田球友硬式野球倶楽部
- 準決勝（代表決定戦）

オール高崎野球倶楽部　4－2　伊勢崎硬建クラブ
- 決勝

富士重工業　23－0　オール高崎野球倶楽部
富士重工業、オール高崎野球倶楽部が北関東2次予選に進出

### 北関東2次予選
- 1回戦

日立製作所　11－0　オール高崎野球倶楽部
全足利クラブ　7－2　オール日立ドリームズ
住友金属鹿島　5－0　全栃木野球クラブ
富士重工業　17－0　茨城ゴールデンゴールズ
- 準決勝

日立製作所　6－5　全足利クラブ
住友金属鹿島　4－2　富士重工業
- 敗者復活1回戦

富士重工業　2－0　全足利クラブ
- 代表決定戦

住友金属鹿島　6－3　日立製作所
- 関東予選代表決定戦

富士重工業　7－0　日立製作所
住友金属鹿島が本戦出場、富士重工業は関東予選に進出

## 南関東地区

### 埼玉県1次予選
- 1回戦

全浦和野球団　5－1　浦和ダイアモンドドッグス
全熊谷硬式野球クラブ　4－2　川口ゴールデンドリームス
一球幸魂倶楽部　9－6　かみかわ野球クラブ
レジェンズ　12－8　松山OB野球団
全大宮野球団　10－8　全三郷硬式野球部
- 2回戦

所沢グリーンベースボールクラブ　13－0　全浦和野球団
WARRIORS 41　11－7　全熊谷硬式野球クラブ
一球幸魂倶楽部　4－3　レジェンズ
都幾川倶楽部硬式野球団　18－8　全大宮野球団
- 敗者復活1回戦

全浦和野球団　7－3　全熊谷硬式野球クラブ
- 敗者復活2回戦

全浦和野球団　3－1　松山OB野球団
全大宮野球団　5－4　かみかわ野球クラブ
浦和ダイヤモンドドッグス　3－2　川口ゴールデンドリームス
全三郷硬式野球部　6－2　レジェンズ
- 敗者復活3回戦

全浦和野球団　8－1　全大宮野球団
全三郷硬式野球部　8－4　浦和ダイヤモンドドッグス
- 3回戦

所沢グリーンベースボールクラブ　7－3　WARRIORS 41
一球幸魂倶楽部　15－1　都幾川倶楽部硬式野球団
- 敗者復活4回戦

全浦和野球団　（不戦勝）　都幾川倶楽部硬式野球団
全三郷硬式野球部　4－3　WARRIORS 41
- 敗者復活5回戦

全浦和野球団　5－2　全三郷硬式野球部
- 4回戦

所沢グリーンベースボールクラブ　16－0　一球幸魂倶楽部
- 敗者復活6回戦

全浦和野球団　11－10　一球幸魂倶楽部
- 代表決定戦（敗者復活チームは2勝が必要）

所沢グリーンベースボールクラブ　18－0　全浦和野球団
- 順位決定戦

Honda　5－4　日本通運
Honda、日本通運、所沢グリーンベースボールクラブは南関東2次予選に進出

### 千葉県1次予選
- クラブ1回戦

BIG WINGS 印西　7－4　銚子Oceans
松戸B.C TYR　20－7　サウザンリーフ市原
- クラブ5位決定戦

銚子Oceans　8－2　サウザンリーフ市原
- クラブ2回戦

BIG WINGS 印西　9－8　YBCフェニーズ
松戸B.C TYR　6－5　千葉熱血MAKING
- クラブ敗者復活戦

千葉熱血MAKING　12－2　YBCフェニーズ
- クラブ決勝

松戸B.C TYR　8－1　BIG WINGS 印西
- 1回戦

松戸B.C TYR　7－5　千葉熱血MAKING
JR千葉　11－3　BIG WINGS 印西
- 準決勝（代表決定戦）

JFE東日本　15－0　松戸B.C TYR
かずさマジック　10－0　JR千葉
- 敗者復活1回戦

JR千葉　5－3　千葉熱血MAKING
松戸B.C TYR　7－1　BIG WINGS 印西
- 第3代表決定戦

松戸B.C TYR　8－0　JR千葉
- 決勝

JFE東日本　6－4　かずさマジック
JFE東日本、かずさマジック、松戸B.C TYRが南関東2次予選に進出

### 山梨県1次予選
- 1回戦

甲斐府中クラブ　12－2　桂クラブ
- 2回戦（代表決定戦）

南アルプス硬式野球クラブ　6－4　甲斐府中クラブ
大富士BASEBALL CREW　2－1　山梨球友クラブ
- 決勝

南アルプス硬式野球クラブ　5－3　大富士BASEBALL CREW
南アルプス硬式野球クラブ、大富士BASEBALL CREWが南関東2次予選に進出

### 南関東2次予選
- 1回戦

JFE東日本　14－0　大富士BASEBALL CREW
日本通運　10－0　松戸B.C TYR
かずさマジック　4－1　所沢グリーンベースボールクラブ
Honda　11－0　南アルプス硬式野球クラブ
- 敗者復活1回戦

松戸B.C TYR　8－6　大富士BASEBALL CREW
所沢グリーンベースボールクラブ　4－1　南アルプス硬式野球クラブ
- 準決勝

日本通運　1－0　JFE東日本
Honda　11－2　かずさマジック
- 敗者復活2回戦

かずさマジック　11－1　松戸B.C TYR
JFE東日本　10－0　所沢グリーンベースボールクラブ
- 敗者復活3回戦

かずさマジック　2－1　JFE東日本
- 第1代表決定戦

日本通運　5x－4　Honda　（延長11回）
- 第2代表決定戦

Honda　3x－2　かずさマジック
日本通運、Hondaが本戦出場、かずさマジックは関東予選に進出

## 東京地区

### 1次予選
- 1回戦

WIEN'94　10－2　全府中野球倶楽部
鉄腕硬式野球倶楽部　9－1　東京好球倶楽部
REVENGE99　7－0　東京城南クラブ
THINKフィットネス・GOLD'S GYMベースボールクラブ　4－3　東京L.B.C
西多摩倶楽部　5－1　全調布硬式野球倶楽部
東京弥生クラブ　2－1　武蔵野クラブ
- 2回戦

日本ウェルネススポーツ専門学校　10－3　WIEN'94
REVENGE99　7－2　鉄腕硬式野球倶楽部
THINKフィットネス・GOLD'S GYMベースボールクラブ　11－0　西多摩倶楽部
東京スポーツ・レクリエーション専門学校　2－1　東京弥生クラブ
- 代表決定戦

REVENGE99　2－1　日本ウェルネススポーツ専門学校
THINKフィットネス・GOLD'S GYMベースボールクラブ　16－0　東京スポーツ・レクリエーション専門学校
REVENGE99、THINKフィットネス・GOLD'S GYMベースボールクラブが2次予選に進出

### 2次予選
- 1回戦

NTT東日本　6－0　THINKフィットネス・GOLD'S GYMベースボールクラブ
東京ガス　3－2　鷺宮製作所
セガサミー　6－0　明治安田生命
JR東日本　16－1　REVENGE99
- 敗者復活1回戦

鷺宮製作所　10－1　THINKフィットネス・GOLD'S GYMベースボールクラブ
明治安田生命　3－2　REVENGE99
- 2回戦

NTT東日本　8－5　東京ガス
JR東日本　8－1　セガサミー
- 敗者復活2回戦

セガサミー　3－0　鷺宮製作所
東京ガス　3－0　明治安田生命
- 敗者復活3回戦

セガサミー　4－1　東京ガス
- 第1代表決定戦

JR東日本　9－1　NTT東日本
- 第2代表決定戦

NTT東日本　5－0　セガサミー
- 第3代表決定戦

セガサミー　7－5　東京ガス
JR東日本、NTT東日本、セガサミーが本戦出場、東京ガスは関東予選に進出

## 神奈川地区

### 1次予選
- 1回戦

マルユウベースボールクラブ湘南　8－1　EMANON Baseball Club
国際総合伊勢原クラブ　6－4　横浜球友クラブ
茅ヶ崎サザンカイツ　5－2　横浜ベイブルース
WIEN BASEBALL CLUB　5－1　京浜野球倶楽部
- 2回戦

横浜金港クラブ　3－0　マルユウベースボールクラブ湘南
国際総合伊勢原クラブ　11－9　横浜中央クラブ
全川崎クラブ　11－2　茅ヶ崎サザンカイツ
相模原クラブ　8－5　WIEN BASEBALL CLUB
- 準決勝

横浜金港クラブ　3－2　国際総合伊勢原クラブ
全川崎クラブ　3－2　相模原クラブ
- 3位決定戦（代表決定戦）

相模原クラブ　7－3　国際総合伊勢原クラブ
- 決勝（代表決定戦）

横浜金港クラブ　2－0　全川崎クラブ
横浜金港クラブ（優勝）、相模原クラブ（3位）が2次予選に進出（全川崎クラブ（準優勝）はクラブ選手権南関東予選に出場）

### 2次予選
- 1回戦

三菱重工横浜　11－1　相模原クラブ
JX-ENEOS　8－0　横浜金港クラブ
- 敗者復活1回戦

相模原クラブ　5－4　横浜金港クラブ
- 第1代表決定戦

JX-ENEOS　9－1　三菱重工横浜
- 第2代表決定戦

三菱重工横浜　9―2　相模原クラブ
JX-ENEOS、三菱重工横浜が本戦出場

第81回大会優勝の東芝は推薦により本戦出場

## 関東地区
- 代表決定リーグ戦

第1戦　富士重工業　5x－4　東京ガス　（延長12回タイブレーク）
第2戦　富士重工業　3－1　かずさマジック
第3戦　東京ガス　2－0　かずさマジック
（1位：富士重工業（2勝）、2位：東京ガス（1勝1敗）、3位：かずさマジック（2敗））
富士重工業、東京ガスが本戦出場

## 東海地区

### 静岡県1次予選
- 1回戦

静岡硬式野球倶楽部　11－3　中電硬式野球クラブ
- 準決勝

浜松ケイ・スポーツBC　16－3　静岡硬式野球倶楽部
ヤマハ発動機野球部　7－0　富士クラブ
- 3位決定戦

富士クラブ　5－2　静岡硬式野球倶楽部
- 代表決定戦

ヤマハ発動機野球部　7－1　浜松ケイ・スポーツBC
ヤマハ発動機野球部が東海1次予選に進出

### 愛知県1次予選
- 1回戦

エイデン愛工大OB BLITZ　4－3　愛知ベースボール倶楽部
- 準決勝

エイデン愛工大OB BLITZ　20－2　CENTRAL ARCH
NAGOYA23　13－0　NPOルーキーズ
- 代表決定戦

NAGOYA23　9－8　エイデン愛工大OB BLITZ
NAGOYA23が東海1次予選に進出

### 三重県1次予選
- 1回戦

三重高虎ベースボールクラブ　15－1　奥伊勢クラブ
明野レジェンズ　10－3　全三重クラブ
- 代表決定戦

三重高虎ベースボールクラブ　14－7　明野レジェンズ
三重高虎ベースボールクラブが東海1次予選に進出

### 東海1次予選
- 1回戦

日本プロスポーツ専門学校　6－4　NAGOYA23
ヤマハ発動機野球部　6－2　三重高虎ベースボールクラブ
- 代表決定戦

日本プロスポーツ専門学校　3－2　ヤマハ発動機野球部
日本プロスポーツ専門学校が東海2次予選に進出

### 東海2次予選
- 予選Aグループ

第1戦　ヤマハ　8－4　東邦ガス
第2戦　トヨタ自動車　10－2　王子製紙
第3戦　ヤマハ　2－1　トヨタ自動車
第4戦　王子製紙　3－2　東邦ガス
第5戦　王子製紙　3－2　ヤマハ
第6戦　東邦ガス　6－1　トヨタ自動車
（1位：王子製紙（2勝1敗）、2位：ヤマハ（2勝1敗）、3位：東邦ガス（1勝2敗）、4位：トヨタ自動車（1勝2敗）＝1・2位、3・4位は直接対戦の結果による。Bブロックも同じ）
- 予選Bグループ

第1戦　東海理化　2－1　東海REX
第2戦　西濃運輸　2－0　Honda鈴鹿
第3戦　西濃運輸　2－2　東海理化
第4戦　東海理化　8－2　Honda鈴鹿
第5戦　Honda鈴鹿　1－0　東海REX
第6戦　東海REX　1－0　西濃運輸
（1位：東海理化（2勝1分）、2位：西濃運輸（1勝1敗1分）、3位：Honda鈴鹿（1勝2敗）、4位：東海REX（1勝2敗））
- 予選Cグループ

第1戦　三菱自動車岡崎　5－4　JR東海
第2戦　三菱重工名古屋　10－2　ジェイプロジェクト
第3戦　三菱重工名古屋　5－1　三菱自動車岡崎
第4戦　JR東海　4－2　ジェイプロジェクト
第5戦　三菱自動車岡崎　1－0　ジェイプロジェクト
第6戦　三菱重工名古屋　0－0　JR東海
（1位：三菱重工名古屋（2勝1分）、2位：三菱自動車岡崎（2勝1敗）、3位：JR東海（1勝1敗1分）、4位：ジェイプロジェクト（3敗））
（各グループにおける順位、勝率、得失点差率により、上位から順に2チームが第1代表決定戦、2チームが第2代表決定戦、2チームが第3代表トーナメント、6チーム及び1次予選突破の日本プロスポーツ専門学校が第4代表トーナメントにそれぞれ出場）
- 第1代表決定戦

東海理化（2位）　5－1　三菱重工名古屋（1位）
- 第2代表決定戦

王子製紙（3位）　4－1　ヤマハ（4位）
- 第3代表トーナメント1回戦（敗者は第4代表トーナメント4回戦に出場）

三菱重工名古屋　1－0　三菱自動車岡崎（5位）
西濃運輸（6位）　10－1　ヤマハ
- 第3代表決定戦（敗者は第5代表決定戦に出場）

三菱重工名古屋　1x－0　西濃運輸　（延長11回）
- 第4代表トーナメント1回戦

日本プロスポーツ専門学校（1次予選突破）　3－0　ジェイプロジェクト（12位）（敗退）
- 第4代表トーナメント2回戦

東海REX（11位）　5－3　トヨタ自動車（10位）（敗退）
Honda鈴鹿（9位）　8－1　日本プロスポーツ専門学校（敗退）
- 第4代表トーナメント3回戦

JR東海（7位）　9－5　Honda鈴鹿
東海REX　4－3　東邦ガス（8位）
- 第4代表トーナメント4回戦

JR東海　4－2　三菱自動車岡崎
ヤマハ　4－1　東海REX
- 第4代表決定戦

ヤマハ　4－2　JR東海
- 第5代表決定戦

西濃運輸　6－1　JR東海
- 第6代表トーナメント1回戦

東海REX　2－1　Honda鈴鹿
東邦ガス　4－2　三菱自動車岡崎
- 第6代表トーナメント2回戦

東海REX　8－6　東邦ガス
- 第6代表決定戦

JR東海　5－0　東海REX
東海理化、王子製紙、三菱重工名古屋、ヤマハ、西濃運輸、JR東海が本戦出場

## 京滋奈地区

### 滋賀県1次予選
- 1回戦

瀬田クラブ　9－0　全大津野球団
OBC高島　3－0　近江八幡野球クラブ
- 準決勝（代表決定戦）

滋賀・高島ベースボールクラブ　5－0　瀬田クラブ
OBC高島　7－3　甲賀健康医療専門学校
- 決勝

滋賀・高島ベースボールクラブ　13－10　OBC高島
滋賀・高島ベースボールクラブ、OBC高島が京滋奈2次予選に進出

### 京都府1次予選
- 1回戦

ミキハウスREDS　9－1　宇治ベースボールクラブ
京都フルカウンツ　2－1　鴨沂クラブ
京都球友クラブ　7－2　京都グランドスラム
島津製作所　7－0　東山クラブ
京都ファイアーバーズ　9－2　京都ジャスティスベースボールクラブ
三菱自動車京都ダイヤフェニックス　14－0　東宇治クラブ
- 2回戦（代表決定戦）

ミキハウスREDS　7－0　京都フルカウンツ
ニチダイ　7－0　京都球友クラブ
島津製作所　4－2　京都ファイアーバーズ
日本新薬　9－3　三菱自動車京都ダイヤフェニックス
- 3回戦

ミキハウスREDS　6－1　ニチダイ
日本新薬　6－0　島津製作所
ミキハウスREDS、日本新薬、ニチダイ、島津製作所が京滋奈2次予選に進出

### 奈良県1次予選
- 1回戦

奈良アンビションズクラブ　10－0　奈良産業大学OBクラブ
- 2回戦

一城クラブ　8－4　帝塚山大学OBクラブ
奈良フレンドベースボールクラブ　14－0　奈良ナインスターズ
大和高田クラブ　13－1　奈良アンビションズクラブ
奈良Jメンテナンス野球クラブ　12－7　GSG斑鳩クラブ
- 準決勝（代表決定戦）

大和高田クラブ　14－4　奈良Jメンテナンス野球クラブ
一城クラブ　7－3　奈良フレンドベースボールクラブ
- 決勝

大和高田クラブ　6－1　一城クラブ
大和高田クラブ、一城クラブが京滋奈2次予選に進出

### 京滋奈2次予選
- 1回戦

ニチダイ　1－0　大和高田クラブ
日本新薬　8－1　OBC高島
滋賀・高島ベースボールクラブ　6－1　島津製作所
ミキハウスREDS　12－0　一城クラブ
- 代表決定リーグ戦

第1戦　ミキハウスREDS　2－1　ニチダイ
第2戦　日本新薬　5－3　滋賀・高島ベースボールクラブ
第3戦　日本新薬　8－1　ミキハウスREDS
第4戦　ニチダイ　4－2　滋賀・高島ベースボールクラブ
第5戦　滋賀・高島ベースボールクラブ　2－0　ミキハウスREDS
第6戦　日本新薬　5－4　ニチダイ
（1位：日本新薬（3勝）、2位：ニチダイ（1勝2敗）、3位：滋賀・高島ベースボールクラブ（1勝2敗）、4位：ミキハウスREDS（1勝2敗）＝2～4位は得失点率差による）
日本新薬が本戦出場、ニチダイは近畿予選に進出

## 阪和地区

### 1次予選
- 1回戦

履正社学園　9－8　泉州大阪野球団
- 2回戦

和歌山箕島球友会　6－1　大阪ウィング硬式野球クラブ
中山製鋼野球クラブ　8－3　関西硬式野球クラブ
八尾ベースボールクラブ　20－0　大阪ペーシェンスクラブ
履正社学園　6－4　NOMOベースボールクラブ
- 準決勝

和歌山箕島球友会　7－0　履正社学園
八尾ベースボールクラブ　9－5　中山製鋼野球クラブ
- 敗者復活1回戦

履正社学園　3－2　中山製鋼野球クラブ
- 代表決定戦

和歌山箕島球友会　7－3　八尾ベースボールクラブ
- 敗者復活代表決定戦

履正社学園　5－2　八尾ベースボールクラブ
和歌山箕島球友会、履正社学園が2次予選に進出

### 2次予選
- リーグ戦

第1戦　NTT西日本　12－0　履正社学園
第2戦　日本生命　8－1　和歌山箕島球友会
第3戦　パナソニック　11－4　履正社学園
第4戦　大阪ガス　8－0　和歌山箕島球友会
第5戦　NTT西日本　6－1　大阪ガス
第6戦　日本生命　4－3　パナソニック
第7戦　NTT西日本　6－1　和歌山箕島球友会
第8戦　日本生命　1－0　履正社学園
第9戦　パナソニック　6－3　和歌山箕島球友会
第10戦　大阪ガス　10－0　履正社学園
第11戦　パナソニック　2－1　NTT西日本
第12戦　日本生命　5－4　大阪ガス
第13戦　和歌山箕島球友会　6－0　履正社学園
第14戦　大阪ガス　5－2　パナソニック
第15戦　NTT西日本　3－2　日本生命
（1位：NTT西日本（4勝1敗）、2位：日本生命（4勝1敗）、3位：大阪ガス（3勝2敗）、4位：パナソニック（3勝2敗）、5位：和歌山箕島球友会（1勝4敗）、6位：履正社学園（5敗）＝1・2位、3・4位は直接対戦の結果による）
- 第1代表決定戦

NTT西日本　15－1　日本生命
- 第2代表決定トーナメント1回戦

大阪ガス　3－1　パナソニック
- 第2代表決定戦

日本生命　3－1　大阪ガス　（延長10回）
NTT西日本、日本生命が本戦出場、大阪ガス、パナソニックは近畿予選に進出

## 兵庫地区
- リーグ戦Aブロック

第1戦　三菱重工神戸　19－0　神戸レールスターズ
第2戦　三菱重工神戸　7－0　全播磨硬式野球団
第3戦　全播磨硬式野球団　4－3　神戸レールスターズ
（1位：三菱重工神戸（2勝）、2位：全播磨硬式野球団（1勝1敗）、3位：神戸レールスターズ（2敗））
- リーグ戦Bブロック

第1戦　新日鉄広畑　11－1　トータル阪神
第2戦　トータル阪神　2－1　関西メディカルスポーツ学院
第3戦　新日鉄広畑　7－1　関西メディカルスポーツ学院
（1位：新日鉄広畑（2勝）、2位：トータル阪神（1勝1敗）、3位：関西メディカルスポーツ学院（2敗））
- 準決勝

三菱重工神戸　11－4　トータル阪神
新日鉄広畑　12－0　全播磨硬式野球団
- 敗者復活1回戦

トータル阪神　8－1　全播磨硬式野球団
- 代表決定戦

新日鉄広畑　8－2　三菱重工神戸
- 近畿予選代表決定戦

三菱重工神戸　9－1　トータル阪神
新日鉄広畑が本戦出場、三菱重工神戸は近畿予選に進出

## 近畿地区
- 1回戦

三菱重工神戸　4－2　パナソニック
大阪ガス　13－2　ニチダイ
- 敗者復活1回戦

パナソニック　5－1　ニチダイ
- 代表決定戦

三菱重工神戸　2－0　大阪ガス
- 敗者復活代表決定戦

パナソニック　6－2　大阪ガス
三菱重工神戸、パナソニックが本戦出場

## 中国地区

### 岡山県・鳥取県・島根県1次予選
- 1回戦

MJG島根　6－2　ショウワ柵原クラブ
倉敷ピーチジャックス　10－0　WEED BASEBALL CLUB
- 2回戦

倉敷ピーチジャックス　4－0　MJG島根
- 3回戦

三菱自動車倉敷オーシャンズ　3－2　倉敷ピーチジャックス
シティライト岡山　7－0　鳥取キタロウズ
- 敗者復活1回戦

倉敷ピーチジャックス　6－0　鳥取キタロウズ
- 代表決定戦

三菱自動車倉敷オーシャンズ　7－4　シティライト岡山
- 中国1次予選代表決定戦

シティライト岡山　1－0　倉敷ピーチジャックス
三菱自動車倉敷オーシャンズが中国2次予選に進出、シティライト岡山は中国1次予選に進出

### 広島県1次予選
- 1回戦

MSH塩見　3－1　日本ウェルネススポーツ専門学校広島校
- 2回戦（代表決定戦）

ツネイシ　11－3　三菱重工三原
伯和ビクトリーズ　7－3　ワイテック
三菱重工広島　7－0　広島鯉城クラブ
JFE西日本　5－0　MSH塩見
- 敗者復活1回戦

三菱重工三原　5－0　日本ウェルネススポーツ専門学校広島校
- 敗者復活2回戦

三菱重工三原　9－0　広島鯉城クラブ
MSH塩見　3－2　ワイテック
- 第5代表決定戦

三菱重工三原　4－0　MSH塩見
- 準決勝

JFE西日本　7－3　ツネイシ
三菱重工広島　4－3　伯和ビクトリーズ
- 決勝

JFE西日本　5－1　三菱重工広島
JFE西日本、三菱重工広島、ツネイシ、伯和ビクトリーズ、三菱重工三原が中国2次予選に進出、MSH塩見は中国1次予選に進出

### 山口県1次予選
- 1回戦

山口きららマウントG　14－3　岩国五橋クラブ
光シーガルズ　11－1　海上自衛隊岩国クラブ
- 代表決定戦

光シーガルズ　4－1　山口きららマウントG
光シーガルズは中国2次予選に進出、山口きららマウントGは中国1次予選に進出

### 中国1次予選
- 代表決定リーグ戦

第1戦　MSH塩見　7－1　山口きららマウントG
第2戦　シティライト岡山　8－1　山口きららマウントG
第3戦　シティライト岡山　7－5　MSH塩見
（1位：シティライト岡山（2勝）、2位：MSH塩見（1勝1敗）、3位：山口きららマウントG（2敗））
シティライト岡山が中国2次予選に進出

### 中国2次予選
- リーグ戦Aブロック

第1戦　シティライト岡山　7－0　ツネイシ
第2戦　三菱重工三原　4－1　三菱重工広島
第3戦　三菱重工広島　6－0　ツネイシ
第4戦　シティライト岡山　6－1　三菱重工三原
第5戦　ツネイシ　6－1　三菱重工三原
第6戦　三菱重工広島　5－2　シティライト岡山
（1位：シティライト岡山（勝点7）、2位：三菱重工広島（同6）、3位：三菱重工三原（同3）、4位：ツネイシ（勝点2）＝コールド勝ち：4点、勝ち：3点、負け：0点、コールド負け：-1点で計算。Bブロックも同じ）
- リーグ戦Bブロック

第1戦　三菱自動車倉敷オーシャンズ　3－2　JFE西日本
第2戦　伯和ビクトリーズ　2－1　光シーガルズ
第3戦　伯和ビクトリーズ　10－6　三菱自動車倉敷オーシャンズ
第4戦　JFE西日本　4－0　光シーガルズ
第5戦　伯和ビクトリーズ　7－4　JFE西日本
第6戦　三菱自動車倉敷オーシャンズ　1－0　光シーガルズ
（1位：伯和ビクトリーズ（勝点9）、2位：三菱自動車倉敷オーシャンズ（同6）、3位：JFE西日本（同3）、4位：光シーガルズ（同0））
- 決勝トーナメント1回戦

三菱自動車倉敷オーシャンズ　4－2　シティライト岡山
三菱重工広島　4－3　伯和ビクトリーズ
- 敗者復活1回戦

伯和ビクトリーズ　4－1　シティライト岡山
- 第1代表決定戦

三菱重工広島　6－5　三菱自動車倉敷オーシャンズ
- 第2代表決定戦

伯和ビクトリーズ　4－2　三菱自動車倉敷オーシャンズ
三菱重工広島、伯和ビクトリーズが本戦出場

## 四国地区

### 1次予選
- 代表決定リーグ戦

第1戦　JR四国　9－0　アークバリアドリームクラブ
第2戦　四国銀行　6－1　松山フェニックス
第3戦　JR四国　6－0　徳島野球倶楽部
第4戦　四国銀行　8－2　アークバリアドリームクラブ
第5戦　徳島野球倶楽部　2－1　松山フェニックス
第6戦　JR四国　7－2　四国銀行
第7戦　松山フェニックス　2－1　JR四国
第8戦　アークバリアドリームクラブ　（不戦勝）　徳島野球倶楽部
第9戦　アークバリアドリームクラブ　5－3　松山フェニックス
第10戦　四国銀行　（不戦勝）　徳島野球倶楽部
（1位：JR四国（3勝1敗）、2位：四国銀行（3勝1敗）、3位：アークバリアドリームクラブ（2勝2敗）、4位：松山フェニックス（1勝3敗）、5位：徳島野球倶楽部（1勝3敗、途中棄権）＝1・2位は直接対戦の結果による）
JR四国、四国銀行、アークバリアドリームクラブ、松山フェニックスが2次予選に進出

### 2次予選
- 1回戦

JR四国　2－1　松山フェニックス
四国銀行　13－0　アークバリアドリームクラブ
- 代表決定戦

四国銀行　2x－1　JR四国　（延長10回）
四国銀行が本戦出場

## 九州地区

### 福岡県1次予選
- 1回戦

北九州市民硬式野球クラブ　4－3　日本ウェルネススポーツ専門学校北九州
- 2回戦

沖データ・コンピュータ教育学院　3－1　福岡ベースボールクラブ
苅田ビクトリーズベースボールクラブ　7－0　北九州市民硬式野球クラブ
- 敗者復活1回戦

日本ウェルネススポーツ専門学校北九州　11－4　福岡ベースボールクラブ
- 敗者復活2回戦

日本ウェルネススポーツ専門学校北九州　12－2　北九州市民硬式野球クラブ
- 代表決定戦

苅田ビクトリーズベースボールクラブ　7－4　沖データ・コンピュータ教育学院
- 敗者復活代表決定戦

沖データ・コンピュータ教育学院　9－1　日本ウェルネススポーツ専門学校北九州
苅田ビクトリーズベースボールクラブ、沖データ・コンピュータ教育学院が九州2次予選に進出

### 佐賀県・長崎県1次予選
- 代表決定リーグ戦

三菱重工長崎　6－0　佐賀魂
三菱重工長崎　14－0　ビクトリークロウ
（三菱重工長崎が2勝したため1敗チーム同士の対戦は行われず）
三菱重工長崎が九州2次予選に進出

### 大分県1次予選
- 1回戦（代表決定戦）

新日鉄大分ベースボールクラブ　7－5　BANベースボールクラブ
九州総合スポーツカレッジ　7－4　大分ソーリンズ野球倶楽部
- 3位決定戦

BANベースボールクラブ　8－7　大分ソーリンズ野球倶楽部
- 決勝

新日鉄大分ベースボールクラブ　12－0　九州総合スポーツカレッジ
新日鉄大分ベースボールクラブ、九州総合スポーツカレッジが熊本県・大分県1次予選に進出

### 熊本県・大分県1次予選
- 代表決定戦

Honda熊本　15－0　九州総合スポーツカレッジ
熊本ゴールデンラークス　7－4　新日鉄大分ベースボールクラブ
- 敗者復活代表決定戦

新日鉄大分ベースボールクラブ　11－2　九州総合スポーツカレッジ
Honda熊本、熊本ゴールデンラークス、新日鉄大分ベースボールクラブが九州2次予選に進出

### 宮崎県1次予選
- リーグ戦

第1戦　宮崎梅田学園　4－1　宮崎福祉医療カレッジ
第2戦　宮崎梅田学園　12－0　宮崎ゴールデンゴールズ
第3戦　宮崎福祉医療カレッジ　10－3　宮崎ゴールデンゴールズ
（1位：宮崎梅田学園（2勝）、2位：宮崎福祉医療カレッジ（1勝1敗）、3位：宮崎ゴールデンゴールズ（2敗））
宮崎梅田学園が九州2次予選に進出、宮崎福祉医療カレッジは宮崎県・鹿児島県1次予選に出場

### 宮崎県・鹿児島県1次予選
- 代表決定戦

鹿児島ホワイトウェーブ　4－2　宮崎福祉医療カレッジ
鹿児島ホワイトウェーブは九州2次予選に進出

### 沖縄県1次予選
- 1回戦

沖縄電力　14－4　金武イーグルス
- 準決勝

ビッグ開発ベースボールクラブ　11－3　てるクリニック
沖縄電力　1－0　エナジック
- 敗者復活1回戦

エナジック　11－0　てるクリニック
- 代表決定戦

沖縄電力　3－1　ビッグ開発ベースボールクラブ
- 敗者復活代表決定戦

ビッグ開発ベースボールクラブ　3－2　エナジック
沖縄電力、ビッグ開発ベースボールクラブが九州2次予選に進出

### 九州2次予選
- 1回戦

苅田ビクトリーズベースボールクラブ　7－0　熊本ゴールデンラークス
Honda熊本　4－0　ビッグ開発ベースボールクラブ
新日鉄大分ベースボールクラブ　6－5　宮崎梅田学園
沖データ・コンピュータ教育学院　4－0　鹿児島ホワイトウェーブ
- 2回戦

JR九州　3－2　苅田ビクトリーズベースボールクラブ
Honda熊本　4－2　沖縄電力
三菱重工長崎　2－1　新日鉄大分ベースボールクラブ
九州三菱自動車　2－1　沖データ・コンピュータ教育学院
- 敗者復活1回戦

熊本ゴールデンラークス　4－2　新日鉄大分ベースボールクラブ
ビッグ開発ベースボールクラブ　2－1　沖データ・コンピュータ教育学院
宮崎梅田学園　12－0　苅田ビクトリーズベースボールクラブ
沖縄電力　11－0　鹿児島ホワイトウェーブ
- 敗者復活2回戦

熊本ゴールデンラークス　4－0　ビッグ開発ベースボールクラブ
沖縄電力　7－2　宮崎梅田学園
- 準決勝

Honda熊本　7－6　JR九州
九州三菱自動車　1－0　三菱重工長崎
- 敗者復活3回戦

JR九州　7－0　熊本ゴールデンラークス
三菱重工長崎　17－7　沖縄電力
- 敗者復活4回戦

JR九州　10－0　三菱重工長崎
- 第1代表決定戦

Honda熊本　6－1　九州三菱自動車
- 第2代表決定戦

JR九州　6－1　九州三菱自動車
Honda熊本、JR九州が本戦出場
1. ↑  “第３６回　全日本クラブ選手権大会神奈川県予選 兼 第８２回　都市対抗野球大会神奈川県１次予選”. 2023年1月2日閲覧。